# تيري سميث (سياسي)
تيري سميث (بالإنجليزية: Terry Smith)‏ هو سياسي أسترالي، ولد في 26 نوفمبر 1946. حزبياً، نشط في حزب العمال الأسترالي. وقد انتخب عضو الجمعية التشريعية للإقليم الشمالي ‏.